# 犹他州自然历史博物馆
犹他州自然历史博物馆（Natural History Museum of Utah；NHMU）是美国犹他州盐湖城的一座自然历史博物馆，隶属于犹他大学，展出犹他州和美国西部落基山区的考古、地质发掘。它于1963年在犹他大学校园内建立，新馆里欧·廷托中心（Rio Tinto Center）于2011年11月开馆。